# Heliconius amneris
Heliconius amneris är en fjärilsart som beskrevs av Heinrich Neustetter 1926. Heliconius amneris ingår i släktet Heliconius och familjen praktfjärilar. Inga underarter finns listade i Catalogue of Life.